# Ладон
Ладон (грч. Λάδωνας, лат. Ladon) је име чудовишног змаја, име једној речног бога, као и име једног пса.

## Митологија

### Ладон змај
Змај Ладон је био син морског бога Форкија и његове жене Кете и био је обдарен силном снагом и способношћу да држи очи непрекидно отвореним. Захваљајући тим својим особинама, богиња Хера му је поверила да, заједно са Хесперидама чува стабло са златним јабукама, које је она добила на поклон од богиње Геје, када је постала жена Зевса.
Ни један смртник се није смео усудити да се бори против ладона, а ни да покуша да га на било који начин надмудри. То није покушао ни највећи од свих јунака, Херакло.

### Ладон речни бог
Ладон, речни бог истоимене реке у Аркадији, је био отац нимфе Сиринге, коју је бог Пан толико престрашио да се она бацила у мочвару и претворила се у трску.
Ладон се, понекад помиње и као отац несретне нимфе Дафне.

### Ладон пас
Тебански ловац Актеон је назвао именом Ладон једног од својих паса. Када је богиња Артемида претворила Актеона у јелена, пас Ландон је нањушио његов траг и за собом је повео остале псе. Ладон је био на челу чопора и када су стигли јелена, растргли су га.